# Grzegorz Caban
Grzegorz Caban (ur. 22 lutego 1952 w Osjakowie, zm. 3 kwietnia 2019) – polski śpiewak operowy (tenor).

## Życiorys
Ukończył PWSM w Łodzi, a w kilka miesięcy po studiach, już w 1979, zadebiutował na scenie wiedeńskiej Volksoper, zaś rok później został solistą wiedeńskiej Staatsoper. Zdobywca m.in. pierwszej nagrody na konkursie w Amsterdamie w 1978 oraz drugiej nagrody (II Grand Prix) na 23. Międzynarodowym Konkursie Wokalnym w Tuluzie w 1977. W latach 1982–1985 współpracował z Pfalztheater Kaiserlautern, a w okresie 1985–1991 ze Stadttheater (Stadtische Buhnen) Augsburg. Występował również na innych scenach, takich jak choćby mediolańska La Scala, londyńska Covent Garden i Deutsche Oper w Berlinie. Na scenie Teatru Narodowego w Warszawie śpiewał „Parsifala” Polskie gazety nazwały go „papieżem między śpiewakami”. Współpracował także z Filharmonią Sudecką. Dokonał nagrań dla studia Polskiego Radia oraz dla wytwórni „Dux”. W 2003 uzyskał na Akademii Muzycznej w Łodzi stopień doktora sztuk muzycznych.
Należał do Samoobrony RP, z listy której bez powodzenia ubiegał się o mandat deputowanego w wyborach do Parlamentu Europejskiego w 2004 (uzyskał 2968 głosów).